# Malange
Malange – miejscowość i gmina we Francji, w regionie Burgundia-Franche-Comté, w departamencie Jura.
Według danych na rok 1990 gminę zamieszkiwało 199 osób, a gęstość zaludnienia wynosiła 24 osoby/km² (wśród 1786 gmin Franche-Comté Malange plasuje się na 546. miejscu pod względem liczby ludności, natomiast pod względem powierzchni na miejscu 542.).